# Функциональная медицина
Функциональная медицина — лженаучная концепция альтернативной медицины, не имеющая единого определения.
Американский Институт функциональной медицины определяет функциональную медицину как «индивидуализированный, ориентированный на пациента, научно обоснованный подход, который позволяет пациентам и практикующим врачам работать вместе для устранения основных причин заболевания и обеспечения оптимального самочувствия».
Расплывчатые общие принципы функциональной медицины дают её практикам большую свободу действий для применения недоказанных и неэффективных методов лечения. За наукообразностью и опорой на лабораторные исследования скрывается её бессмысленность.
Из функциональной медицины выделилась «функциональная стоматология», такая же бессмысленная, как и её «родительская» концепция.

## Описание
Определение функциональной медицины на сайте Института функциональной медицины (IFM) ничем не отличается от определений так называемой «интегративной медицины», которые дают апологеты этой концепции практически в каждой статье об интегративной медицине — только вместо «интегративная» у IFM написано «функциональная».
Подход функциональной медицины к лечению — это терапевтическое партнерство, при котором врач привлекает пациента к сотрудничеству, подчеркивает его ответственность за свой выбор и соблюдение рекомендаций врача. В функциональной медицине очень важна готовность пациента к изменениям — она важна не менее, чем получение точных результатов лабораторных анализов и выбор правильной терапии.
Концепция функциональной медицины гласит, что каждое заболевание у каждого пациента представляет собой уникальный переплетенный набор факторов воздействия окружающей среды, образа жизни, генетики и психологических особенностей.  Эта концепция лишена конкретики, она расплывчатая, что позволяет широко трактовать результаты обследования пациента.
Концепция функциональной медицины похожа на концепцию холистической медицины.
Последователи функциональной медицины заявляют, что основываются исключительно на научном подходе. При этом они оперируют расплывчатыми формулировками и отсутствующими в науке понятиями — «предшественники», «триггеры», «посредники», «клинические дисбалансы». В функциональной медицине отсутствуют стандартные протоколы, схемы лечения и правила составления «матрицы».
Расплывчатость формулировок и понятий вызывает обоснованную критику экспертов, которые считают это намеренным приёмом, затрудняющим оспаривание функциональной медицины.
Практики функциональной медицины находят у пациента предположительный или мнимый «дисбаланс» химии или дисфункцию физиологии организма и для устранения такого дисбаланса предлагают недоказанные методы или вещества с недоказанной эффектинвостью и безопасностью.
Врачи функциональной медицины часто «диагностируют» и «лечат» неизвестные науке выдуманные состояния: «усталость надпочечников», «нарушения химического баланса тела» и другие. К примеру, видный американский деятель функциональной медицины Джо Пиццорно утверждает, что 25% людей в США якобы отравлены тяжелыми металлами и нуждаются в детоксикации.
Функциональную медицину критикуют за назначение множества ненужных диагностических процедур. Практики функциональной медицины назначают своим пациентам множество разных анализов, в том числе дорогостоящие генетические тесты, что не покрывается ни одной страховкой. В результате пациент платит за обследование внушительную сумму, а в итоге получает рецепт на травяной сбор для «очищения организма» и диетические рекомендации.

## История
Функциональную медицину придумал химик Джеффри Бленд (англ. Dr. Jeffrey Bland) (он защитил докторскую диссертацию по химии органического синтеза в 1971 году).
В 1991 году Дж. Бленд и Сьюзан Бленд (Susan Bland) основали коммерческую организацию «Институт функциональной медицины» (англ. The Institute for Functional Medicine, IFM), директором которого стал Марк Хаймен.
В 2014 году представители функциональной медицины, «просочившиеся» в академическую среду, создали Центр функциональной медицины (англ. Center for Functional Medicine) в Кливлендской клинике (Cleveland Clinic), что вызвало возмущение специалистов.